# Bachia pyburni
Bachia pyburni är en ödleart som beskrevs av  Kizirian och MCDIARMID 1998. Bachia pyburni ingår i släktet Bachia och familjen Gymnophthalmidae. Inga underarter finns listade.